# Éclipse assyrienne

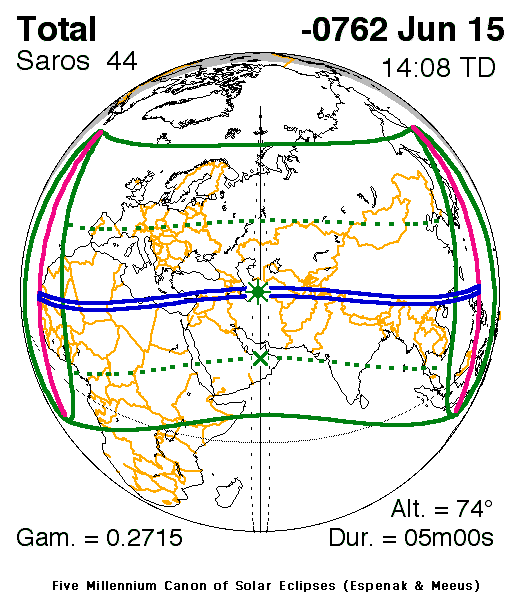
Parcours de l'éclipse générale du 15 juin 763 av. J.-C.

L'éclipse assyrienne, également connue sous le nom d'éclipse de Bur-Sagale, est une éclipse solaire enregistrée dans les listes d'éponymes (en) assyriennes qui date très probablement de la dixième année du règne du roi Assur-dan III. L'éclipse a été identifiée à celle qui s'est produite le 15 juin 763 av. J.-C. dans le calendrier julien proleptique.

## Compte rendu historique
L'entrée des archives assyriennes est courte et se lit comme ceci :
« l'[année de] Bur-Sagale de Guzana. Révolte dans la ville d'Assur. Au mois de Simanu une éclipse de soleil a eu lieu. »
L'expression utilisée – shamash (« le soleil ») akallu (« courbé », « tordu », « déformé », « obscurci ») – a été interprétée comme une référence à une éclipse solaire depuis le premier déchiffrement de l'écriture cunéiforme (en) au milieu du XIXe siècle. Le nom Bur-Sagale (également rendu Bur-Saggile, Pur-Sagale ou Par-Sagale ) est le nom du fonctionnaire limmu de l'année éponyme (en).

## Recherche moderne
En 1867, Henry Rawlinson identifia l'éclipse quasi-totale du 15 juin 763 av. J.-C. comme le candidat le plus probable (le mois de Simanu correspondant à la lunaison de mai/juin), visible dans le nord de l'Assyrie juste avant midi. Cette date a été largement acceptée depuis lors ; l'identification est également confirmée par d'autres observations astronomiques faites à la même période.
Ce document est l’un des éléments de preuve cruciaux qui ancrent la chronologie du Proche-Orient ancien pour la période assyrienne.

## Rôle dans la Bible
L'éclipse de Bur-Sagale s'est produite au-dessus de la capitale assyrienne de Ninive au milieu du règne de Jéroboam II, qui a gouverné le Royaume d'Israël de 786 à 746 av. J.-C. Selon 2 Rois 14:25, le prophète Jonas a vécu et prophétisé sous le règne de Jéroboam. Le bibliste Donald Wiseman (en) a émis l'hypothèse que l'éclipse a eu lieu au moment où Jonas est arrivé à Ninive et a exhorté le peuple à se repentir, sinon la ville serait détruite. Cela expliquerait la repentance dramatique du peuple de Ninive telle que décrite dans le Livre de Jonas. Les cultures antiques, y compris l'Assyrie, considéraient les éclipses comme des présages de destruction imminente, et l'empire était dans le chaos à cette époque, aux prises avec des révoltes, des famines et deux épidémies distinctes de peste,,.
Cette éclipse est également mentionnée par le prophète Amos. Celui-ci prêchait également pendant le règne de Jéroboam II et fait référence à l'éclipse dans Amos 5:8 et 8:5,9. Dans ces passages, Amos utilise l’éclipse comme une prophétie de malheur et exhorte les Judéens à la repentance.